# الرجل التالي
الرجل التالي (بالإنجليزية: The Next Man)‏ ، هو فيلم أمريكي من نوع أكشن وجريمة، أنتج الفيلم عام 1976م، من بطولة شون كونري وأدولفو شيلي وجيمي سانشيز.

## قصة الفيلم
تدور أحداث الفيلم حول فترة الحظر النفطي العربي على الولايات المتحدة عام 1976م، وبعد مقتل الوزير السعودي على يد رجل يرتدي زي الشرطة في مدينة الرياض ، عين خليل عبد المحسن (شون كونري) وزيراً للدولة، وذهب الوزير عبد المحسن إلى نيويورك الأمريكية ليعلن أمام الأعضاء في الأمم المتحدة ليقترح الاعتراف بالدولة الإسرائيلية ، وإدخال إسرائيل ضمن البلدان المنتجة للنفط (أوبك) ، بغرض حماية العالم الثالث من خطر أيدلوجية الحرب الباردة، ومن ثم أعلن في اليوم الأخير برغبته بفتح العلاقة مع إسرائيل، مما أثار الغضب من سفراء الدول العربية في الأمم المتحدة ورحبت الولايات المتحدة وإسرائيل لهذا الاقتراح، وكما تعرض عبد المحسن لمحاولة اغتيال فاشلة نفذه مسلحون فلسطينيون، واخرج عددا من العرب أمام السفارة السعودية احتجاجا على رغبة عبد المحسن لفتح علاقته مع إسرائيل، وانتهى الفيلم بمقتل عبد المحسن على يد الجاسوسة نيكول سكوت (كورنيليا شارب) ، وتمكنت نيكول من مغادرة المطار قبل أن يلحقها الجاسوس السوفييتي.